# Trung tâm gia sư

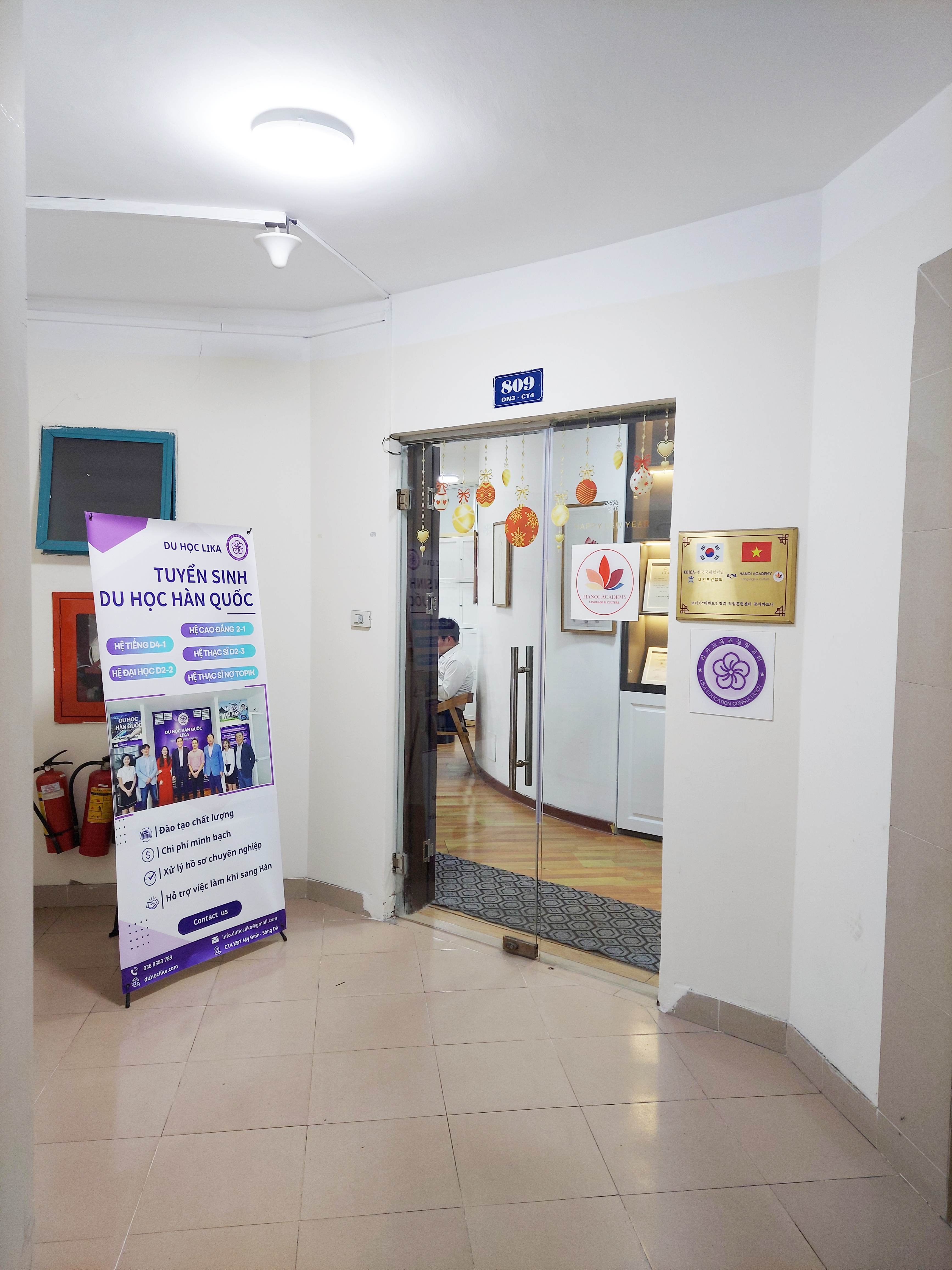
Một trung tâm gia sư tiếng Việt và tiếng Hàn tọa lạc ở khu phố Hàn Quốc, Nam Từ Liêm, Hà Nội, Việt Nam

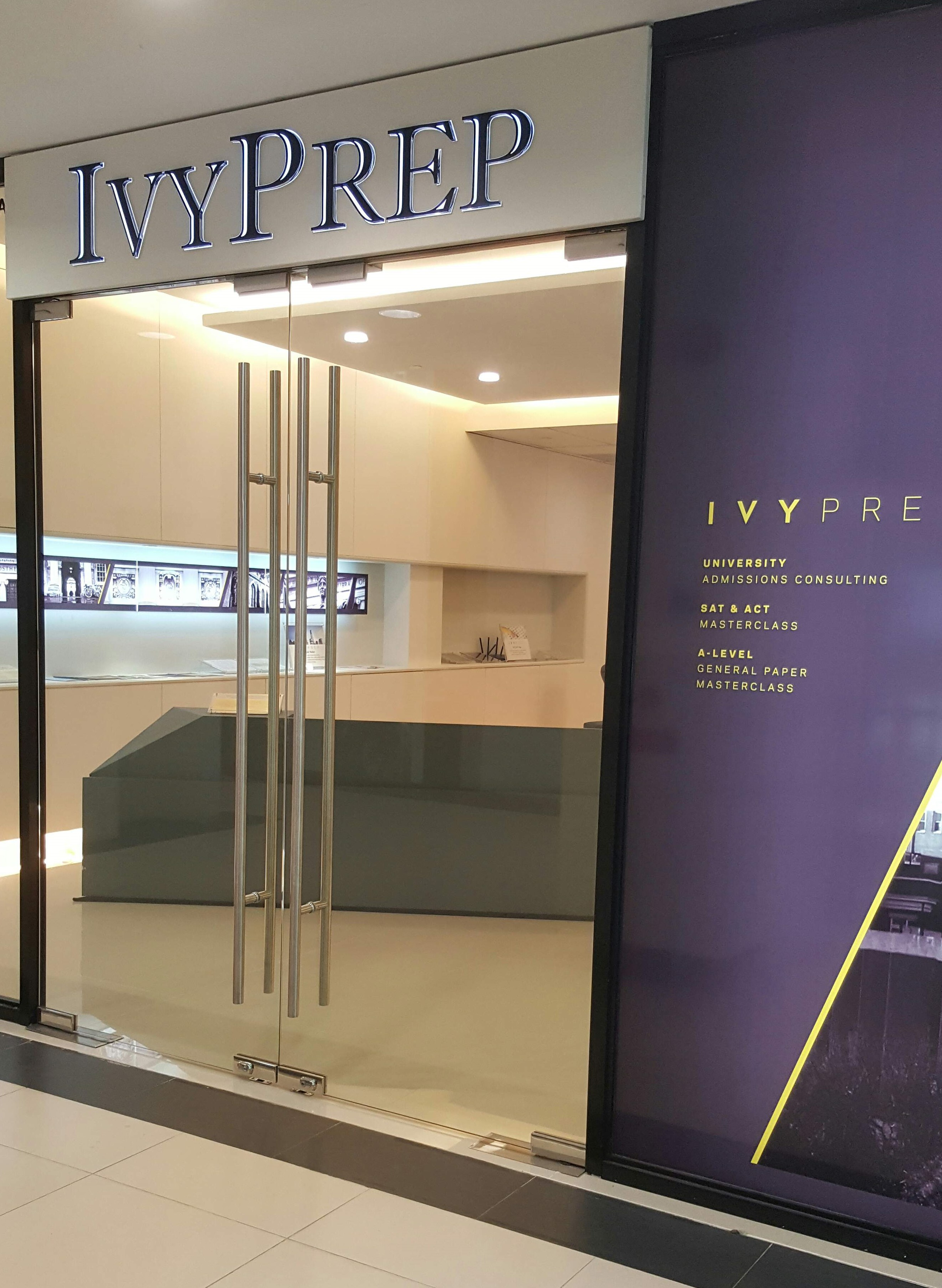
Một trung tâm gia sư cao cấp ở Singapore được đặt theo tên hiệp hội Ivy League ở Hoa Kỳ

Trung tâm gia sư (tiếng Mã Lai: Pusat Tuisyen) hay trung tâm dạy kèm là những cơ sở giáo dục tư nhân ở Singapore, Malaysia và Việt Nam. Đây là một dạng trường học tư nhân cung cấp dịch vụ gia sư về các môn học khác nhau và để chuẩn bị cho các kỳ thi và bài kiểm tra cụ thể. Ở các quốc gia khác, chúng có thể có các tên gọi khác nhau như hagwon, bổ tập ban, hoặc juku. Người châu Á cho rằng việc học tại các lớp dạy kèm này là cần thiết để con em mình có thể giữ được lợi thế trong môi trường cạnh tranh.

## Theo địa điểm

### Malaysia
Theo Đại học Malaya: "Dạy kèm tư nhân đã trở thành một thực tiễn phổ biến tại Malaysia. Nó được định nghĩa là sự hướng dẫn bổ sung bên ngoài hệ thống giáo dục chính thức, trong đó một gia sư dạy các môn học học phí. Chính phủ Malaysia rất cẩn trọng với việc sử dụng thuật ngữ "trung tâm gia sư". Giấy phép cho các trung tâm gia sư chỉ được cấp cho các cơ sở cung cấp dịch vụ gia sư các môn học dựa trên chương trình giảng dạy Malaysia. Các trung tâm gia sư hoạt động bằng cách cung cấp hướng dẫn bổ sung cho học sinh để chuẩn bị cho các kỳ thi tập trung. Cha mẹ thường coi việc gia sư tư nhân là cơ hội giúp con em họ xuất sắc trong kỳ thi".

### Singapore
Gia sư tư nhân là một ngành công nghiệp tỷ đô ở Singapore với khoảng 1000 trung tâm gia sư được ước tính.

## Gia sư

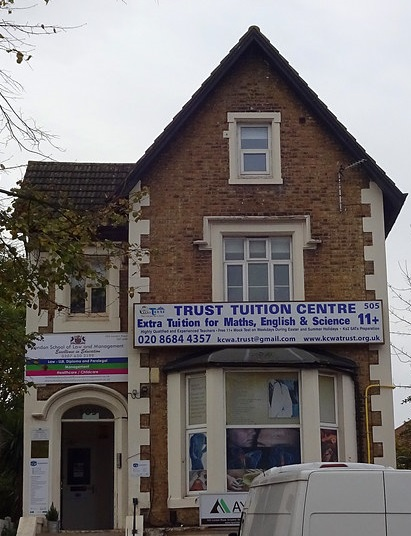
Trung tâm gia sư tại Vương quốc Anh

Nhiều giáo viên trường học (còn được gọi là gia sư) kiếm thêm thu nhập bằng cách làm việc tại các trung tâm gia sư và công ty cung cấp dịch vụ gia sư, cung cấp dạy kèm trong nhiều môn học (chủ yếu là Tiếng Anh, Toán học và Khoa học). Một số giáo viên "quảng cáo" lớp học gia sư của mình và hướng dẫn những người tham gia lớp học cách giải câu hỏi trong kỳ thi (còn được gọi là chuẩn bị thi). Trọng tâm của họ chủ yếu là học thuộc lòng kiến thức.
Do sự cạnh tranh gay gắt trong học tập để vào các trường đại học, mục tiêu của việc gia sư qua trung tâm gia sư không chỉ đơn giản là đạt kết quả đậu trong các bài kiểm tra tuyển sinh mà là điểm số cao nhất có thể - dẫn đến việc dạy học chuyển từ việc truyền đạt hiểu biết sâu sắc trong một môn học cụ thể sang việc "luyện đề" cho các kỳ thi.

## Trung tâm gia sư so với trường học
Khác với trường học việc giảng dạy diễn ra lớp học và theo thời khoá biểu, trung tâm gia sư có thể linh hoạt về thời gian phù hợp cho cả gia sư và học sinh. Trong khi giáo viên ở trường học được trả lương cố định hàng tháng, giáo viên tại trung tâm gia sư nhận tiền công theo giờ làm việc mà không có giới hạn.
Có giáo viên kiếm được lên đến 10.000 ringgit Malaysia hoặc 8.000 đô la Singapore từ việc dạy gia sư. Tuy nhiên, các bậc phụ huynh đang có xu hướng gửi con cái của họ đến trung tâm gia sư. Sự cạnh tranh khốc liệt trong học tập do các học giả nước ngoài và xu hướng gia sư tư nhân ngày càng phát triển, một số phụ huynh cảm thấy họ không có nhiều sự lựa chọn trung tâm gia sư hoặc gia sư tại nhà.
Trong những năm gần đây, gia sư trực tuyến hoặc học trực tuyến tại nhà đã trở nên ngày càng phổ biến. Gia sư trực tuyến có thể được thực hiện thông qua các nền tảng hội nghị trực tuyến như Zoom hoặc Skype, cho phép học sinh nhận được hướng dẫn cá nhân từ sự thoải mái của ngôi nhà của họ. Điều này có lợi cho học sinh sống ở vùng xa, có xung đột lịch học, hoặc gặp khó khăn trong việc tham dự các buổi học gia sư trực tiếp. Gia sư trực tuyến cũng linh hoạt về lịch trình và có thể là một lựa chọn tiết kiệm chi phí hơn cho gia đình. Nó cũng cho phép giáo viên đa dạng hơn để phục vụ học sinh, vì không có giới hạn địa lý. Tuy nhiên, nó có thể thiếu sự tương tác và hỗ trợ trực tiếp mà gia sư truyền thống có thể cung cấp.